# Немања Мајдов
Немања Мајдов (Источно Сарајево, 10. август 1996) српски је џудиста.

## Спортска каријера
Био је двоструки шампион Европе за јуниоре 2014. и 2016. године.
Освајач златне медаље на Светском првенству у џудоу 2017. године у Будимпешти у категорији од 90 килограма. Након 37 година донео је прву светску златну медаљу за Србију.
Био је проглашен за најбољег младог спортисту Србије од стране Олимпијског комитета 2014. године. Проглашен је за најбољег спортисту СД Црвена звезда за 2017. годину, исте године је био најбољи спортиста Републике Српске. Мајдов је освојио сребрну медаљу на Европском првенству 2018. у Тел Авиву у дисциплини до 90 килограма.
На Медитеранским играма 2018. у Тарагони је освојио сребрну медаљу у дисциплини до 90 килограма. Освојио је златну медаљу 2019. године на Гран прију у Маракешу, у Мароку.
Освојио је другу сребрну медаљу на Европском првенству 2020. у Прагу у категорији до 90 килограма. У мају 2021. године освојио је бронзану медаљу на турниру у Казању.

## Награде
- Најбољи млади спортиста Србије 2014.
- Најбољи спортиста Републике Српске 2017.
- Најбољи спортиста СД Црвена звезда 2017. и 2019.